# إلياس بلحساني
إلياس بلحساني (بالهولندية: Iliass Bel Hassani)‏ (روتردام، هولندا) لاعب كرة قدم ذو جنسية مزدوجة مغربية هولندية يلعب في موقع وسط مهاجم.

## روابط خارجية
- إلياس بلحساني على موقع قاعدة بيانات كرة القدم.إي يو (الإنجليزية)
- إلياس بلحساني على موقع Soccerway.com (الإنجليزية)
- إلياس بلحساني على موقع عالم كرة القدم.نت (الإنجليزية)
- إلياس بلحساني على موقع AS.com (الإسبانية)